# Tanacetum balsamita
L' erba amara balsamica (nome scientifico  Tanacetum balsamita  L., 1753) è una specie di pianta angiosperma dicotiledone della famiglia delle Asteraceae (sottofamiglia Asteroideae, tribù Anthemideae (Eurasian grade) e sottotribù Anthemidinae).

## Etimologia
Il nome generico (Tanacetum), derivato dal latino medioevale  “tanazita” che a sua volta deriva dal greco ”athanasia” (= immortale, di lunga durata) probabilmente sta a indicare la lunga durata dell'infiorescenza di questa pianta; in altri testi si fa riferimento alla credenza che le bevande fatte con le foglie di questa pianta conferissero vita eterna. L'epiteto specifico (balsamita) indica una pianta aromatica.
Il nome scientifico della specie è stato definito dal botanico Carl Linnaeus (1707-1778) nella pubblicazione " Species Plantarum" ( Sp. Pl. [Linnaeus] 2: 845) del 1753.
Nelle varie regioni d'Italia è conosciuta con molti nomi locali quali menta romana,  erba buona, erba della Madonna, erba di santa Maria, fritola, costo, menta greca, erba amara, erba della Bibbia o erba di san Pietro.

## Descrizione

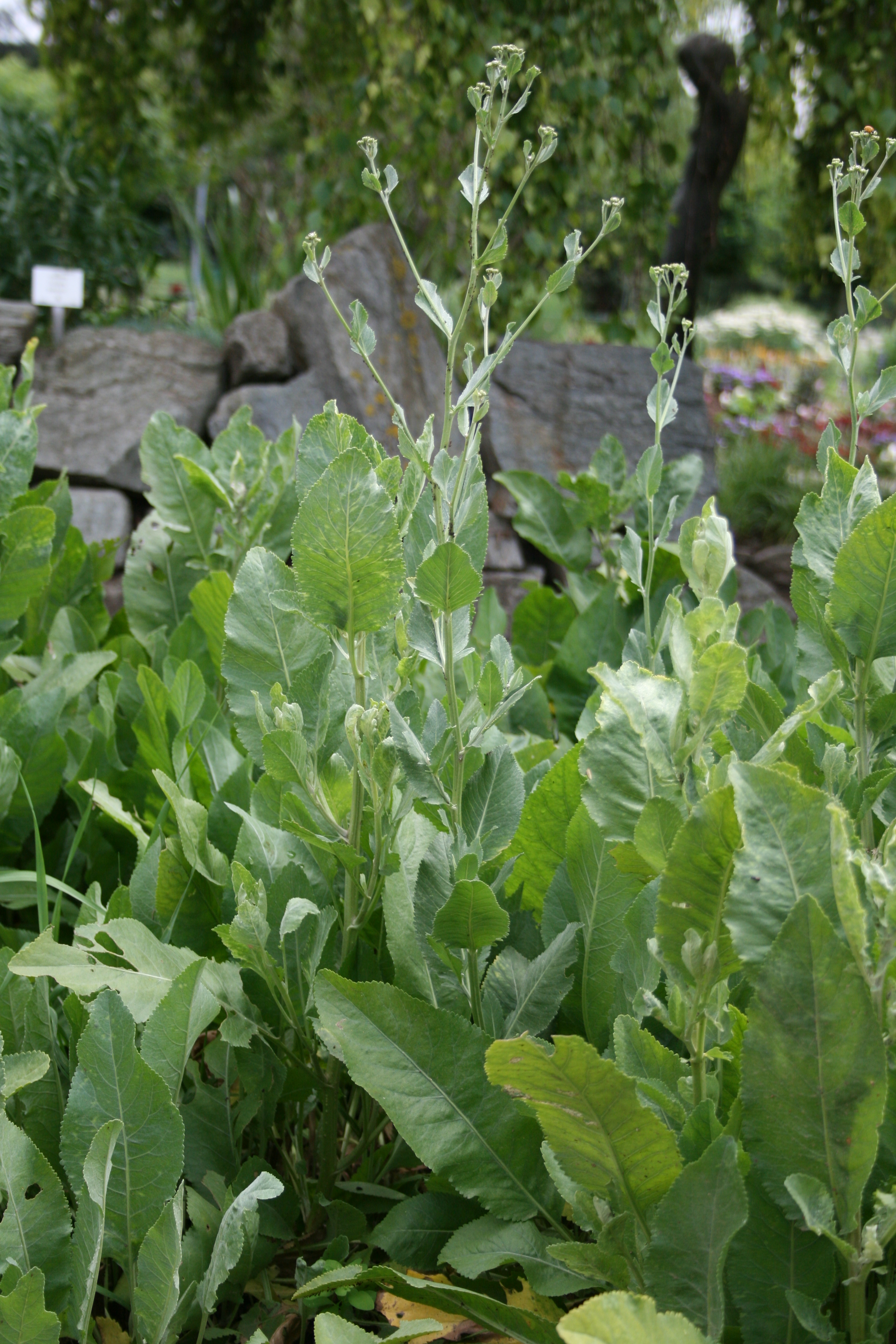
Il portamento

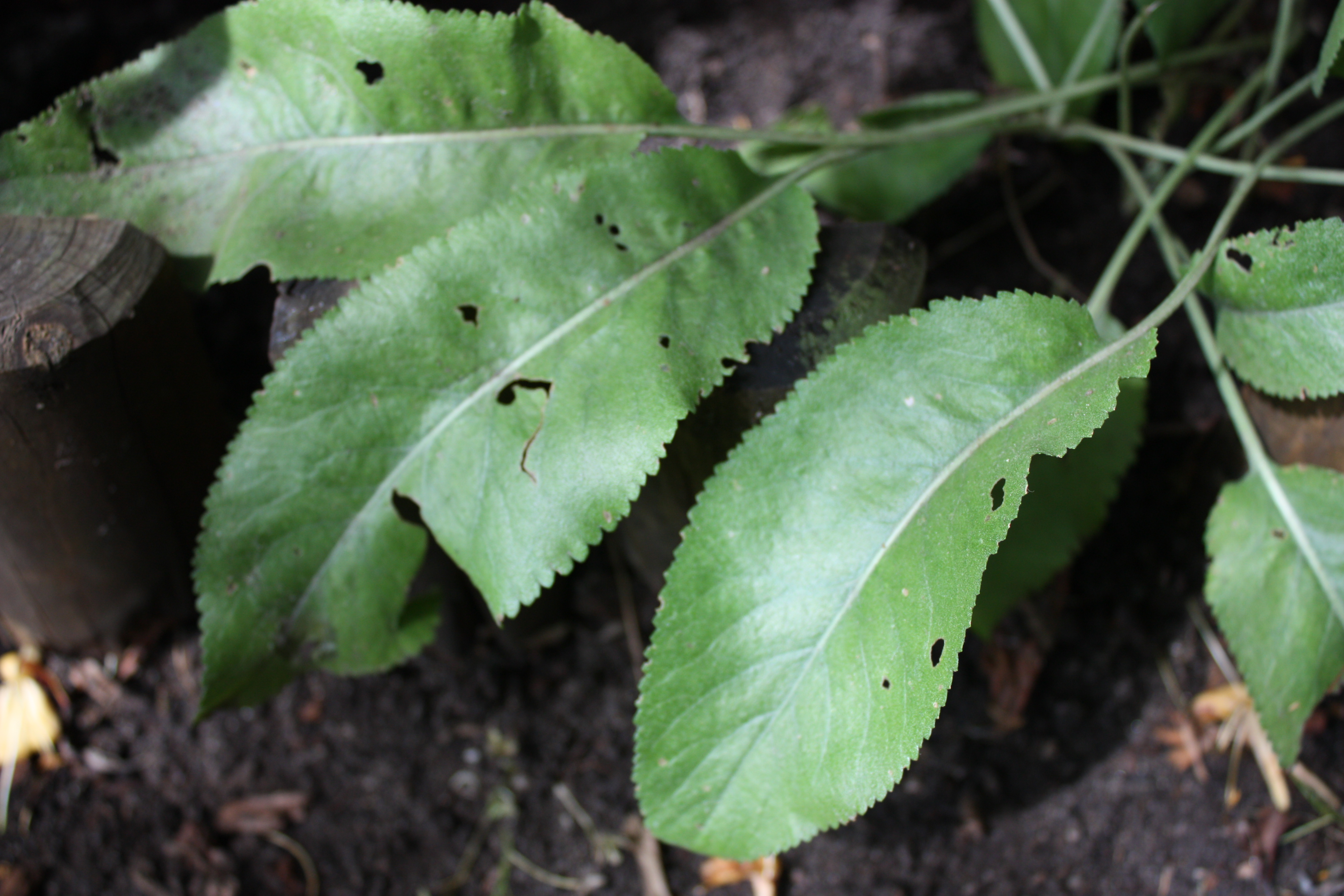
Le foglie

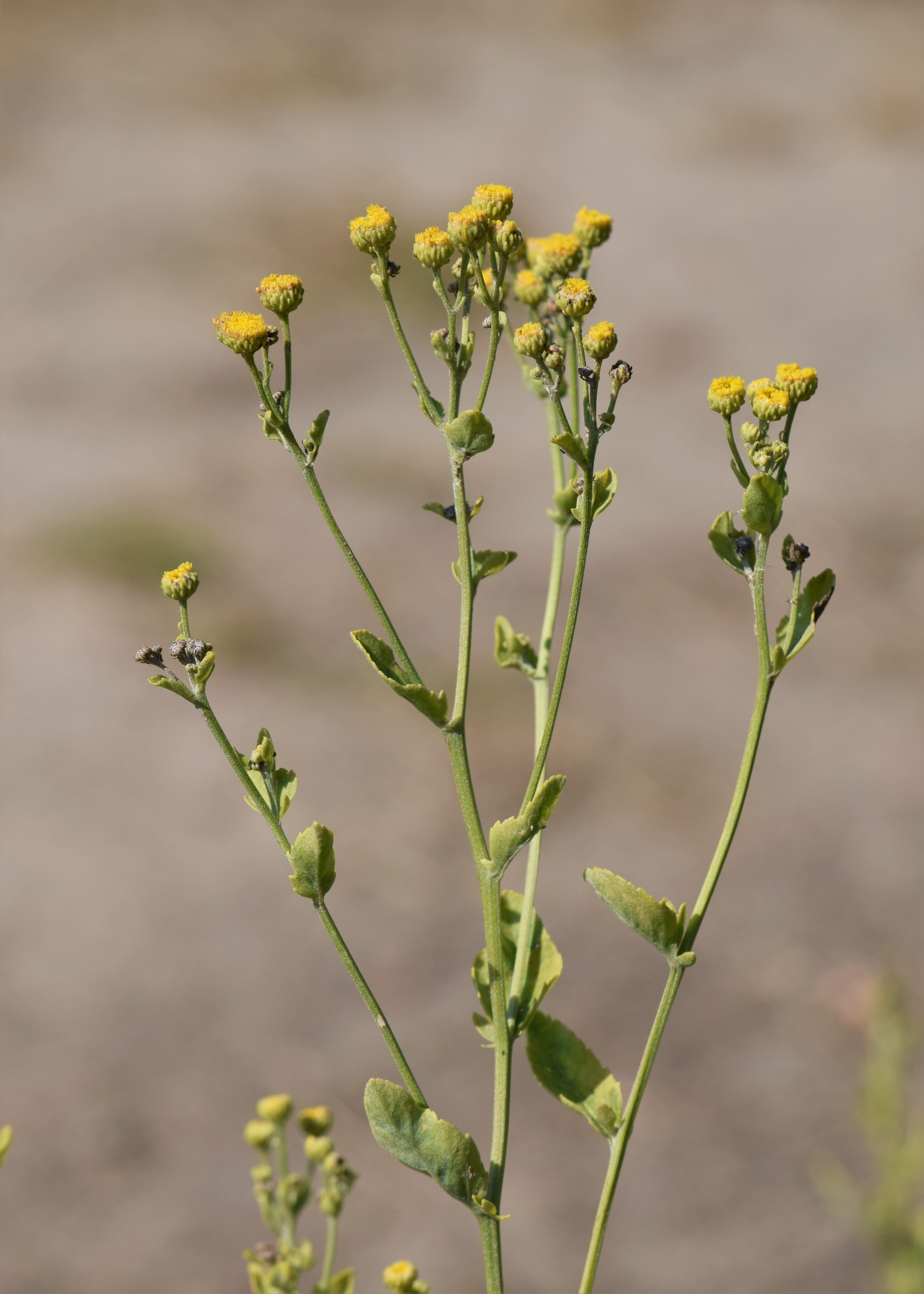
Infiorescenza

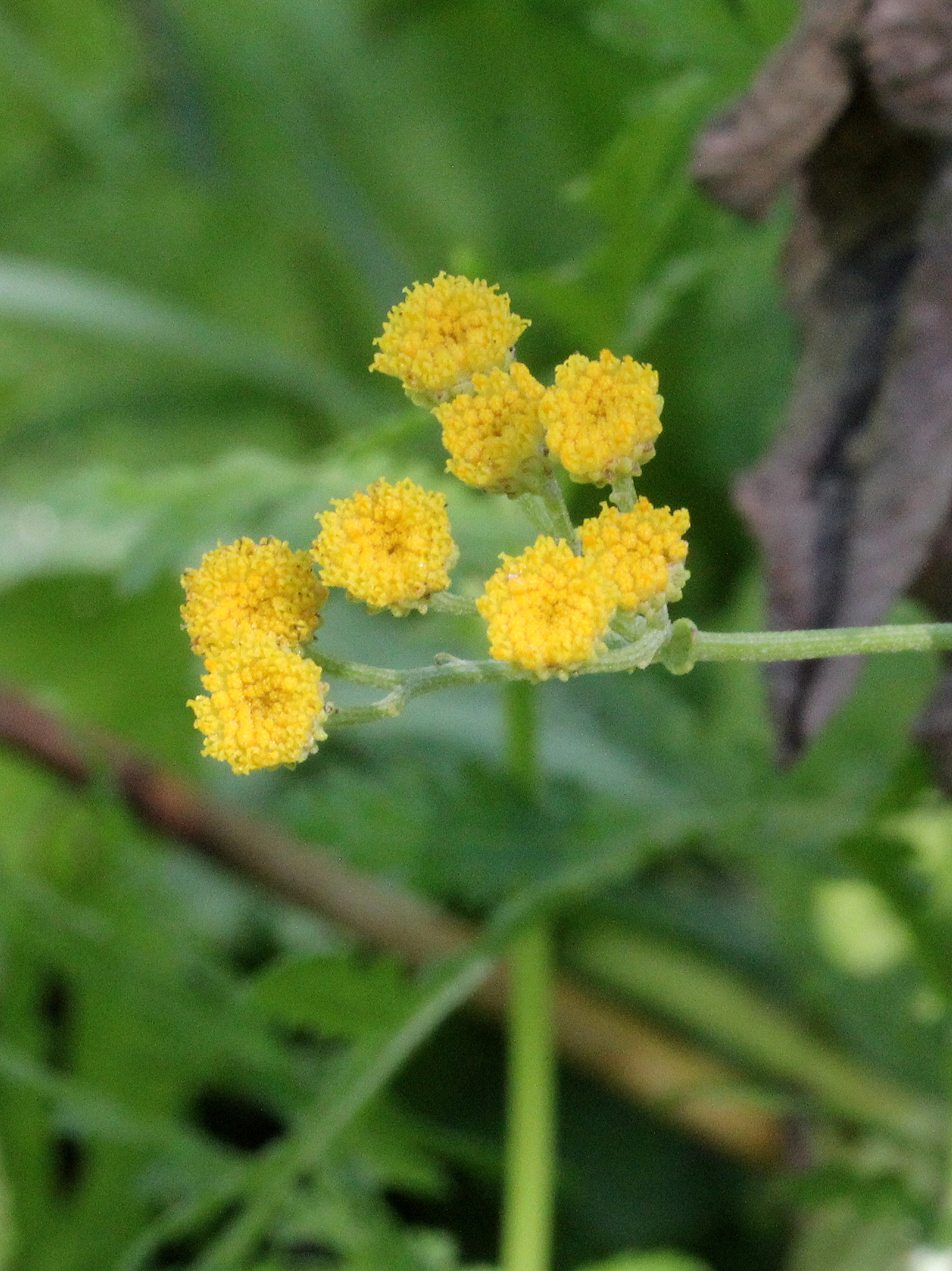
I fiori

Portamento. La specie di questa voce è una pianta erbacea perenne. La forma biologica prevalente è emicriptofita scaposa (H scap); ossia sono piante perennanti con gemme poste al livello del suolo con fusto allungato e mediamente foglioso. Le parti epigee hanno un forte odore aromatico (uno spiccato profumo simile alla menta). L'indumento può essere assente o formato da peli basifissi e/o medifissi talvolta stellati.
Radici. Le radici di norma sono secondarie da rizoma. Questa specie è stolonifera.
Fusto. I fusti hanno un portamento eretto e sono ramoso-corimbosi e striati nella parte alta, mentre possiedono un rizoma nella parte ipogea. Raramente possono essere prostrati. La superficie del fusto può essere sia glabra che pelosa. L'altezza è di circa 1,2 metri.
Foglie. Le foglie, lungo il fusto, sono disposte in modo alterno. Quelle basali sono picciolate, mentre le cauline sono sessili ma anche picciolate. La consistenza è coriacea. La lamina ha delle forme intere che varia da ovali a ellittiche o oblunghe. Il bordo delle foglie è quasi sempre dentellato o crenato; mentre le due facce possono essere sia glabre che pelose.
Infiorescenza. Le sinflorescenze comprendono 30 - 60 capolini raggruppati in corimbi più o meno densi. Le infiorescenze vere e proprie sono composte da un capolino terminale di tipo sia discoide. La struttura dei capolini è quella tipica delle Asteraceae: un peduncolo sorregge un involucro, con forme campanulate, emisferiche o ovoidali, composto da 40 a 60 brattee, al cui interno un ricettacolo fa da base ai fiori di due tipi: fiori del raggio (qui assenti) e fiori del disco. Le brattee, con forme lanceolate, sono disposte in modo più o meno embricato su più serie (da 3 a 4). Il ricettacolo, leggermente convesso (o quasi piano), è sprovvisto (nudo) di pagliette avvolgenti la base dei fiori. Diametro dei capolini: 5 - 6 mm.
Fiori.  I fiori sono tetra-ciclici (formati cioè da 4 verticilli: calice – corolla – androceo – gineceo) e pentameri (calice e corolla formati da 5 elementi). Si distinguono in:
- fiori del raggio (esterni): sono assenti;
- fiori del disco (centrali): sono con forme brevemente tubulose (attinomorfe); sono ermafroditi.

- Formula fiorale:

*/x K {\displaystyle \infty }, [C (5), A (5)], G 2 (infero), achenio
- Calice: i sepali del calice sono ridotti ad una coroncina di squame.

- Corolla: (solo fiori del disco) la forma è tubulare bruscamente divaricata in 4 - 5 lobi; i lobi, patenti o eretti, hanno una forma deltata o più o meno lanceolata; il colore è giallo-verdastro.

- Androceo: l'androceo è formato da 5 stami (alternati ai lobi della corolla) sorretti da filamenti generalmente liberi; gli stami sono connati e formano un manicotto circondante lo stilo. Le antere alla base sono ottuse. Il tessuto dell'endotecio non è polarizzato. Il polline è sferico con un diametro medio di circa 25 micron;  è tricolporato (con tre aperture sia di tipo a fessura che tipo isodiametrica o poro) ed è echinato (con punte sporgenti).

- Gineceo: l'ovario è infero uniloculare formato da 2 carpelli. Lo stilo (il recettore del polline) è profondamente bifido (con due stigmi divergenti) e con le linee stigmatiche marginali separate o contigue. I due bracci dello stilo hanno una forma troncata e possono essere papillosi o ricoperti da ciuffi di peli.

- Antesi: da luglio ad agosto.

Frutti. I frutti sono di tipo achenio con forme da obconiche a cilindriche, a sezione circolare, e a cinque-dieci coste sottili e a sezione pentagonale, ma a volte possono essere anche triangolari. Le coste non contengono cellule mucillaginifere (come viceversa in altri generi vicini) e le “vallecole” (canali longitudinali interposti alle costolature) sono prive del canale resinifero. La parte apicale è troncata e dentata. Il pappo è quasi inesistente; comunque se presente è piumoso di tipo coroniforme. 

## Biologia
Impollinazione: tramite insetti (impollinazione entomogama tramite farfalle diurne e notturne).

Riproduzione: la fecondazione avviene fondamentalmente tramite l'impollinazione dei fiori.

Dispersione: i semi cadono a terra e vengono dispersi soprattutto da insetti come formiche (disseminazione mirmecoria). Un altro tipo di dispersione è zoocoria: gli uncini delle brattee dell'involucro (se presenti) si agganciano ai peli degli animali di passaggio che portano così i semi anche su lunghe distanze. Inoltre per merito del pappo (se presente) il vento può trasportare i semi anche per alcuni chilometri (disseminazione anemocora).

## Distribuzione e habitat

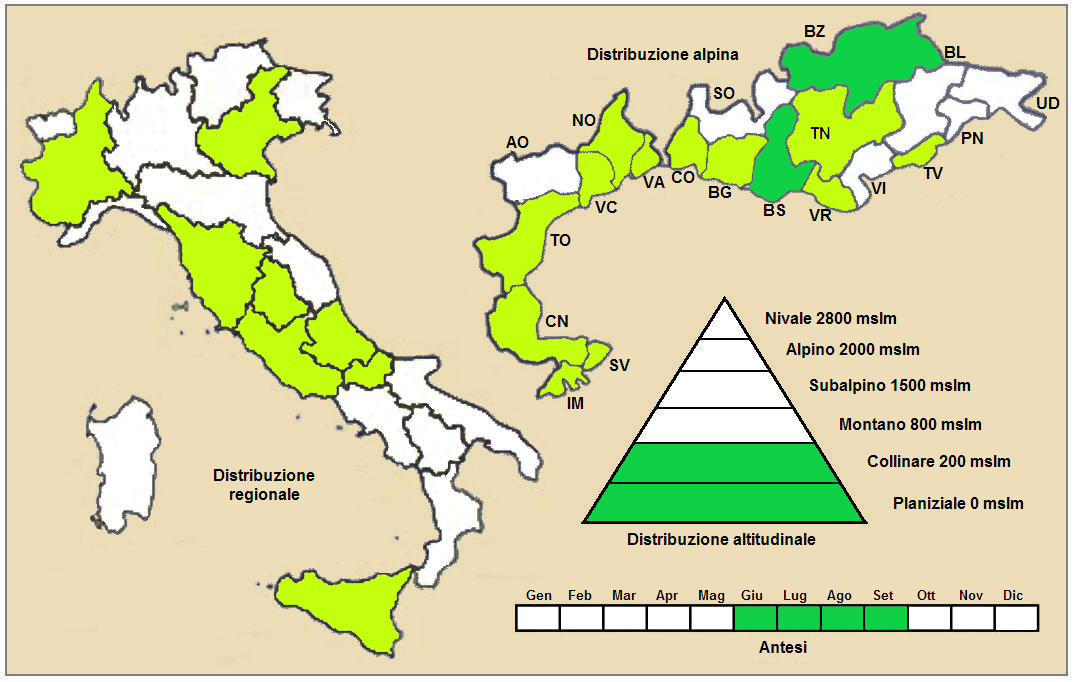
Distribuzione della pianta (Distribuzione regionale – Distribuzione alpina)

Geoelemento: il tipo corologico (area di origine) è  Ovest Asiatico.
Distribuzione: quest'erba è originaria dell'Asia occidentale e del Caucaso. Vive nelle regioni temperate e si è quindi perfettamente ambientata in Europa, in Africa del nord e in Nordamerica. in Italia questa specie si trova con discontinuità sia in pianura che nelle Alpi. Fuori dall'Italia, sempre nelle Alpi, questa specie si trova in Francia. Sugli altri rilievi collegati alle Alpi è presente nel Massiccio Centrale e Pirenei.
Habitat: l'habitat tipico per queste piante sono i terreni freschi, le boscaglie umide e i greti dei fiumi. Il substrato preferito è calcareo ma anche siliceo con pH neutro, medi valori nutrizionali del terreno che deve essere mediamente umido. 
Distribuzione altitudinale: sui rilievi alpini, in Italia, queste piante si possono trovare fino a circa 500 m s.l.m.; nelle Alpi frequentano quindi i seguenti piani vegetazionali: collinare (oltre a quello planiziale). 

## Fitosociologia
Dal punto di vista fitosociologico alpino la specie di questa voce appartiene alla seguente comunità vegetale:
Formazione: delle comunità perenni nitrofile
Classe: Artemisietea vulgaris

## Sistematica
La famiglia di appartenenza di questa voce (Asteraceae o Compositae, nomen conservandum) probabilmente originaria del Sud America, è la più numerosa del mondo vegetale, comprende oltre 23.000 specie distribuite su 1.535 generi, oppure 22.750 specie e 1.530 generi secondo altre fonti (una delle checklist più aggiornata elenca fino a 1.679 generi). La famiglia attualmente (2021) è divisa in 16 sottofamiglie; la sottofamiglia Asteroideae è una di queste e rappresenta l'evoluzione più recente di tutta la famiglia.

### Filogenesi
Il gruppo di questa voce è descritto nella tribù Anthemideae, una delle 21 tribù della sottofamiglia Asteroideae). In base alle ultime ricerche nella tribù sono stati individuati (provvisoriamente) 4 principali lignaggi (o cladi): "Southern hemisphere grade", "Asian-southern African grade", "Eurasian grade" e "Mediterranean clade". Il genere Tanacetum (insieme alla sottotribù Anthemidinae) è incluso nel clade Eurasian grade. Nella struttura interna della sottotribù si individuano due cladi. Il genere di questa voce fa parte del clade comprendente i generi Archanthemis , Xylanthemum  e Gonospermum.
Nella "Flora d'Italia" di Sandro Pignatti le specie italiane di "Tanacetum" sono divise in due gruppi: (1) capolini con fiori ligulati bianchi e tubolosi gialli; (2) capolini con tubolosi gialli (quelli periferici sono un po' raggianti), mancano i fiori ligulati bianchi. La specie di questa voce appartiene al secondo gruppo.
I caratteri distintivi della specie   Tanacetum balsamita sono:
- le foglie basali e quelle cauline inferiori sono intere;
- i capolini hanno solo i fiori tubolosi gialli;
- è una specie accumulatrice di terpeni.

Il numero cromosomico delle specie di questa voce è: 2n = 18 e 54.

### Variabilità
Per questa specie sono riconosciute le seguenti sottospecie:
- Tanacetum balsamita var. balsamita - Distrinuzione: Anatolia, Transcaucasia e Iran.
- Tanacetum balsamita var. balsamitoides (Sch.Bip.) P.D.Sell, 2006

Distribuzione: Anatolia, Transcaucasia, Iraq e Iran.
Descrizione: i corimbi sono più poveri e sono presenti dei fiori periferici con ligula bianca.

## Storia

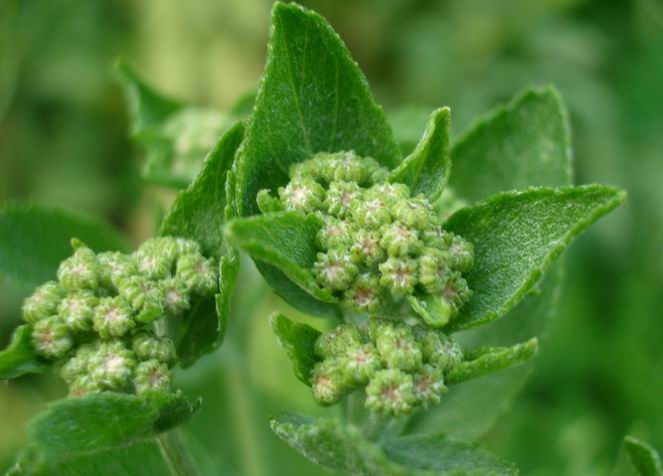
Tanacetum balsamita (cultivar)

Per secoli è stata coltivata per il suo piacevole profumo (da cui il nome, dal greco bàlsamon), nonché per le proprietà officinali.
L'origine della balsamite è orientale: era nota ad Egizi, Greci e Romani (che probabilmente la portarono in Inghilterra). 
Nel capitolo 70 del Capitulare de villis vengono nominati 73 ortaggi e 16 alberi, tra i quali la tanacetum balsamita (citata come costum), che Carlo Magno voleva fossero coltivati nelle sue terre.
Culpeper, erborista del XVI secolo, la definisce “comune”. I coloni la portarono in America, dove attualmente, negli stati orientali e medio-orientali, cresce spontanea sul ciglio delle strade.
Anticamente i suoi fiori venivano utilizzati anche come segnalibro nelle bibbie (da questo deriva il suo nome comune di Erba della Bibbia).
Nel 1987, alle proprietà aromatiche di questa pianta è stata dedicata la canzone "L'erba di San Pietro", di Giorgio Conte.

## Usi

### In cucina

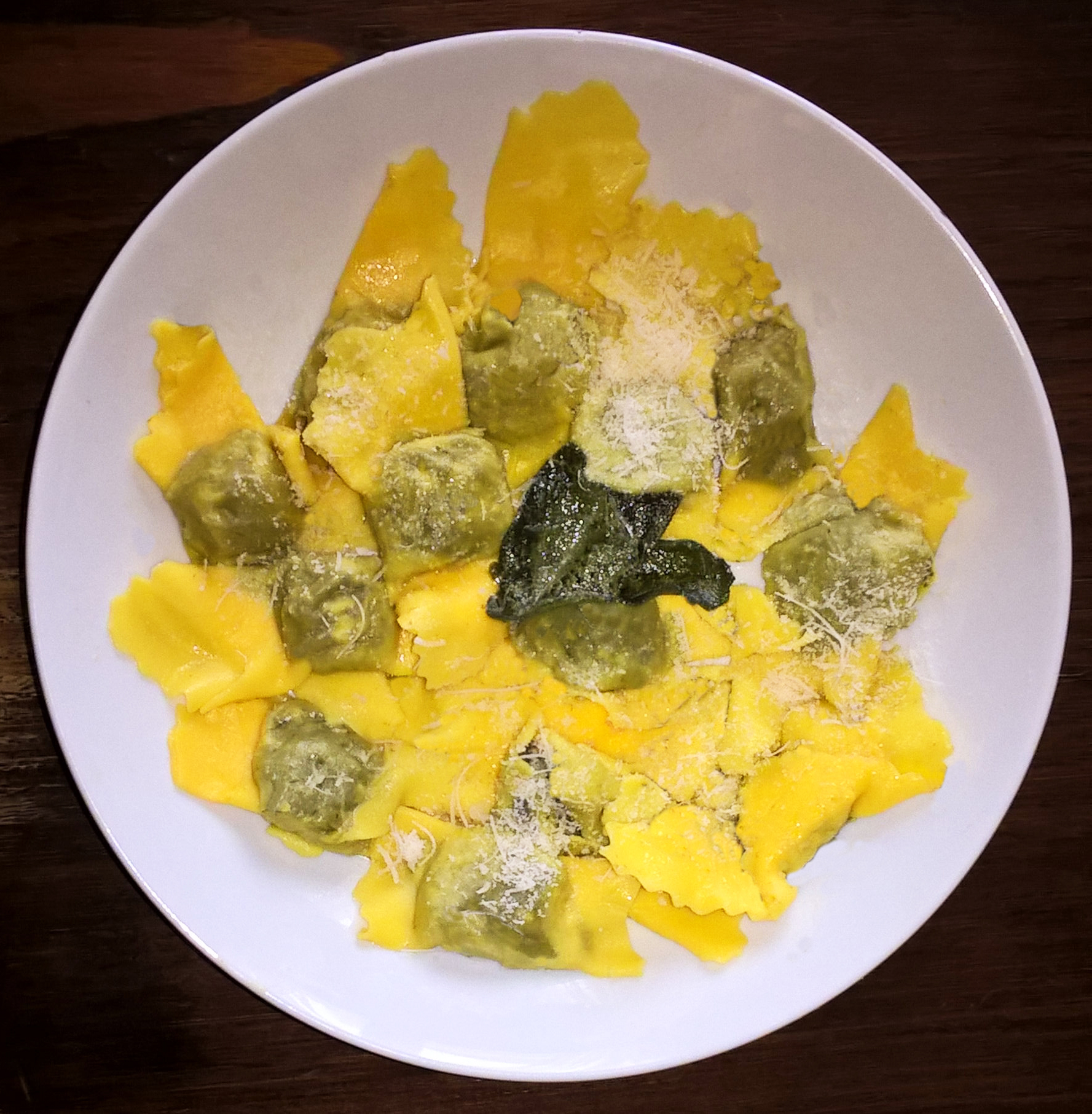
Tortello amaro di Castel Goffredo

Le sue foglie vengono usate per salse, ripieni, frittate, selvaggina, cui dona un sapore simile a quello della menta, ma tendente all'amaro.
Le foglie vengono in genere raccolte prima della fioritura. Sono utilizzate fresche, o possono essere congelate ed usate in un secondo tempo.
È ingrediente base del ripieno del Tortello amaro di Castel Goffredo, un prodotto agroalimentare tradizionale della regione Lombardia.

### In erboristeria
Ha uso erboristico per le sue proprietà antispasmodiche, carminative, diuretiche, emmenagoghe. La balsamita è un'erba medicinale e un'erba officinale.